# Ленин (псевдоним)

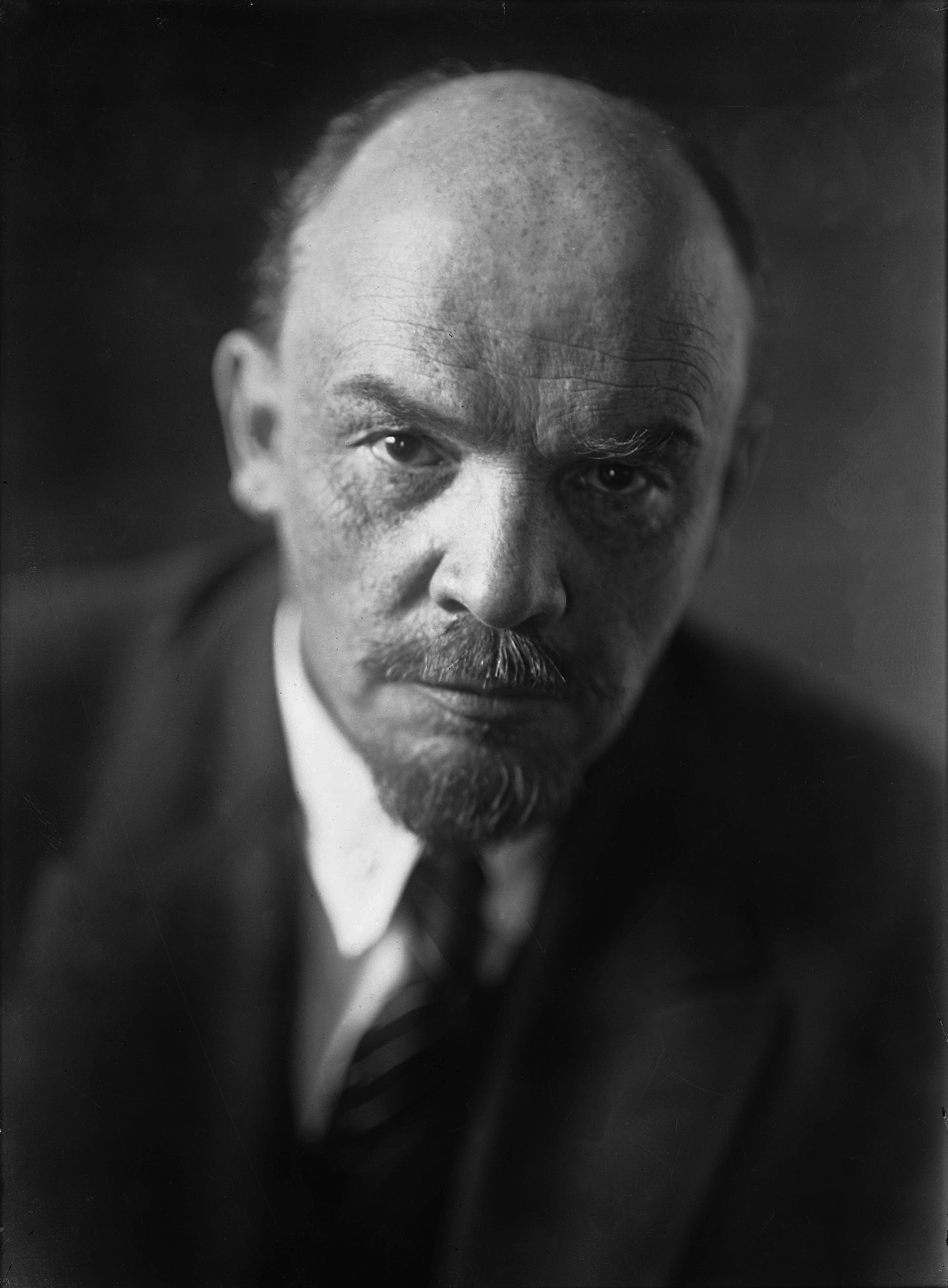
Владимир Ленин, 1920 год

«Ле́нин» («Н. Ле́нин») — самый известный из более 150 псевдонимов Владимира Ильича Ульянова (Ульянова-Ленина) — российского революционера, теоретика марксизма, советского политического и государственного деятеля. Впервые зафиксирован в переписке в начале 1901 года, а первая работа, подписанная «Н. Ленин», появилась при публикации статьи «Гг. „критики“ в аграрном вопросе. Очерк первый» в журнале «Заря» в декабре 1901 года, изданной в Германии. Со следующего года этот псевдоним становится главным в его политической деятельности революционера. Точная причина появления псевдонима «Ленин» неизвестна, поэтому выдвигалось множество версий о его происхождении.

## История

### Появление и использование

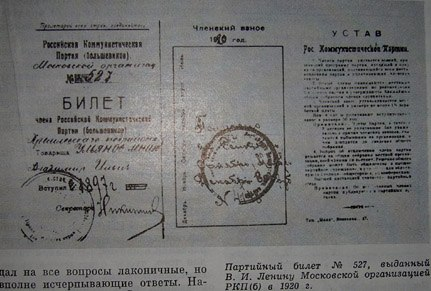
Партийный билет Ульянова-Ленина

Известно, что за время литературной и политической деятельности Ульянов использовал более 150 вымышленных фамилий. Свои произведения и письма он подписывал литературными псевдонимами, конспиративными фамилиями, партийными кличками (Старик), отдельными буквами (И. В., С., Ст., Ф. П., Т. П., В., В. И., Вл., В. Ил. и др.). Первым из его настоящих псевдонимов считается «К. Тулин», появившийся в научной работе «Экономическое содержание народничества и критика его в книге г. Струве» (1895). По мнению историка Владлена Логинова, наиболее правдоподобной представляется версия, связанная с использованием паспорта реально существовавшего Николая Ленина. Род Лениных прослеживается от казака Посника, которому в XVII веке за заслуги, связанные с завоеванием Сибири и созданием зимовий по реке Лене, пожаловали дворянство и фамилию Ленин. Многочисленные потомки его не раз отличались и на военной, и на чиновной службе. Один из них, Николай Егорович Ленин, дослужившись в 1871 году в Акцизном управлении Люблинской, Радомской и Келецкой губерний до чина титулярного советника, вышел в отставку. Затем вновь поступил на государственную службу и в 1893 году был мировым судьёй в Могилёвской губернии в чине коллежского асессора. В 1894 году вышел в отставку и поселился в Ярославской губернии, где и умер в 1902 году. Его дети, сочувствовавшие зарождающемуся в России социал-демократическому движению, были хорошо знакомы с Владимиром Ильичом Ульяновым и после смерти отца передали Владимиру Ульянову его паспорт, правда с переправленной датой рождения. Есть версия, что паспорт Владимиру Ильичу достался ещё весной 1900 года, когда сам Николай Егорович Ленин ещё был жив. В 1900 году В. И. Ульянов опасался, что его не выпустят за границу, Надежда Константиновна Крупская рассказала об этом Ольге Николаевне Лениной, с которой работала. О. Н. Ленина попросила своего брата (директора департамента земледелия С. Н. Ленина) помочь с документами, и В. И. Ульянов воспользовался документами тяжело больного отца Ольги и Сергея — Николая Егоровича Ленина.
Известно, что в январе 1901 года Ульянов из конспиративных соображений применил псевдоним «Ленин» в письме к Георгию Плеханову, написанному в Мюнхене. Установлено, что в данном случае эта подпись была поставлена Надеждой Крупской, его женой и соратником. 22 мая и 1 июня 1901 года в типографии революционной газеты российских социал-демократов «Искра» было получено письмо, где речь шла о материалах, которые позже частично вошли в № 5. Это обращение также было подписано «Ленин». Также псевдоним был использован в письме к Гавриилу Лейтейзену от 24 мая 1901 года и в письмах от 21 октября и 11 ноября 1901 года к Плеханову. «Н. Ленин» впервые появился в печати при публикации в Штутгарте работы «Гг. „критики“ в аграрном вопросе. Очерк первый» (журнал «Заря» № 2—3, 8 или 9 декабря 1901 года). Наряду с опубликованными тогда же статьями «Гонители земства и Аннибалы либерализма» (псевдоним «Т. П.») и «Внутреннее обозрение» («Т. Х.») она впоследствии вошла в первые четыре главы его труда «Аграрный вопрос и „критики Маркса“», посвящённой защите марксистской теории аграрного вопроса. Несмотря на использование Ульяновым других псевдонимов, начиная с 1902 года «Ленин» становится у него главным и основным. Впоследствии псевдоним применялся им в самых различных вариациях и комбинациях: Ленин, Ленин (В. Ульянов), Ленин (Ульянов), Л., Л-н, H. Л., НЛ-н, Н. Ленин (В. Ульянов), Н. Ленин (В. И. Ульянов), Н. Ленин (Вл. Ленин), Н. Ленин (Вл. Ульянов). До Октябрьской революции 1917 года он подписывался не сокращённой формой, а «Н. Ленин»; после прихода к власти он также некоторое время использовал такой вариант. Так, первое издание его сочинений появилось под авторским указанием: «Н. Ленин (В. Ульянов)».

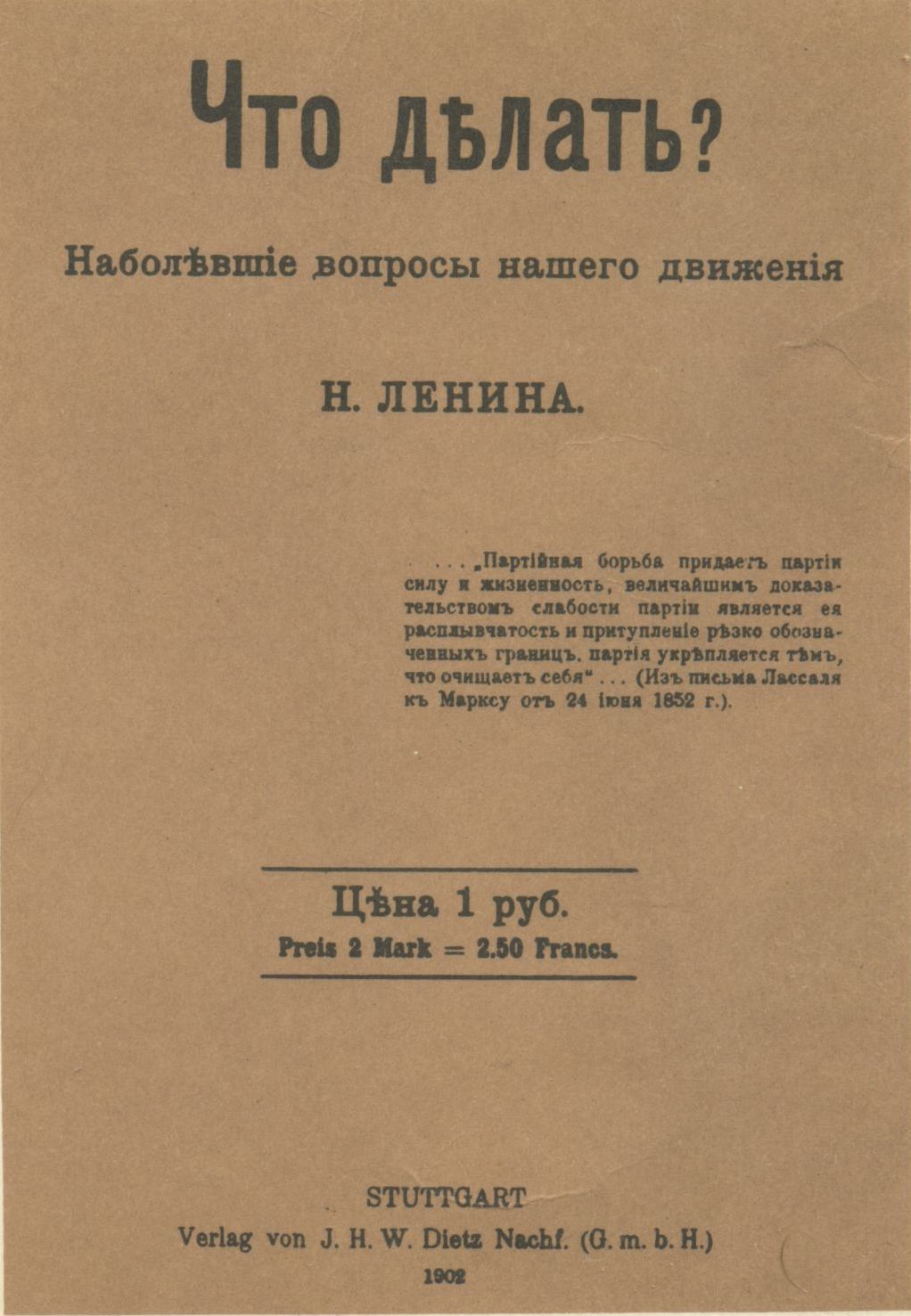
Обложка книги Ленина «Что делать?» (1902)

В марте 1902 года появилась одна из самых известных работ Ульянова «Что делать?», на обложке которой указывался автор — «Н. Ленин». Исследователь И. Абрашкин писал по этому поводу: «Новый псевдоним был подарком судьбы, но явился неожиданно кстати — в тот момент, когда подспудно зрел план определяющей книги жизни „Что делать?“. Издавая эту работу, Владимир Ильич подписал её „Н. Ленин“, как бы освящая этим символическим именем свой первый шаг к организации революции. Публикация книги — особая веха в жизни вождя. В это время Ленин решается открыто проповедовать абсурдную для всех остальных идею о скором пришествии социализма…» Царская полиция пыталась выяснить, кому принадлежит эта революционная книга, в связи с чем в апреле того же года в департаменте полиции было заведено в отношении неё специальное дело № 872. В полицейском документе «Записка для памяти» указывалось: «Около месяца тому назад за границей появилась вызвавшая большую сенсацию брошюра Н. Ленина „Что делать?“». Однако авторство работы определялось неверно, так как по сведениям полиции им был Юлий Цедербаум (более известный по псевдониму Мартов). 11 января 1906 года исполняющий дела прокурора Петербургской палаты П. К. Камышанский в уведомлении директору Департамента полиции Э. И. Вуичу сообщал, что предложил следователю по важнейшим делам Н. В. Зайцеву войти в сношение с охранным отделением для установления революционера с псевдонимом «Ленин». Лишь в мае 1907 года Ульянов (Ленин) был объявлен в розыск. 18 июня 1907 года исполняющий дела вице-директора Департамента полиции А. Т. Васильев в предписании начальнику Петербургского охранного отделения А. В. Герасимову указывал «в возможно непродолжительном времени сообщить все имеющиеся во вверенном Вам отделении данные о Владимире Ильиче Ульянове (Ленине)… для возбуждения о нём формального дознания, причем ген.-майору Клыкову надлежит, по привлечении Ульянова в качестве обвиняемого, возбудить вопрос о выдаче его из Финляндии». Неоднократно высказывались предположения, что Иосиф Джугашвили выбрал форму своего самого известного псевдонима (партийной клички) — Сталин — подражая лидеру большевиков.

### Версии происхождения
Точная причина и происхождение псевдонима «Н. Ленин» неизвестны, поэтому выдвигалось множество версий. «Н» обычно расшифровывали как «Николай», хотя сам Ленин никогда так не подписывался. Такой вариант понимания первой буквы был распространён в 1920-е годы на Западе. Историк Михаил Штейн предположил, что это было вызвано тем, что это имя является самым распространённым на эту букву в русской культуре. По его сведениям, такая версия впервые была озвучена директором Русского информационного бюро США А. Дж. Саком в книге «Рождение русской демократии» (1918). Одним из первых упоминаний является интервью Ульянова данное им в октябре 1919 года корреспонденту американской газеты «The Chicago Daily News». Под ответами стояла подпись: «Wl. Oulianoff (Ν. Lenin)» и именно этот вариант был напечатан в советской прессе. При этом в оригинальной американской статье от 27 октября 1919 года указывалось «Nikolai Lenin». Вольпер предположил, что «Н» действительно может обозначать «Николай» и в таком случае это восходит к подпольной кличке «Николай Петрович», которой Ульянов пользовался в 1893—1895-х годах в Санкт-Петербурге. Выдвигалось предположение, что первую букву можно объяснить женским именем (Наталья, Надежда, Нина и т. д.), или именем деда Владимира Ильича — Николая Ульянова. Возможно, что и собственно «Ленин» произошёл от фамилии деда, письменные источники о котором упоминают, что он фигурировал не только как «Ульянов», но и «Ульянин». Так, в церковных документах сохранилась запись о том, что у Николая Васильевича Ульянина 14 июля 1831 года родился сын Илья — отец Ленина. Ленин умер 21 января 1924 года, так и не раскрыв широкой общественности, откуда взялся псевдоним. 15 марта 1923 года в сатирическом журнале «Прожектор» среди читателей был объявлен конкурс на тему «Почему Владимир Ильич называется Лениным?» со следующими условиями:
1) Срок для представления решений — один месяц.
2) Вл[адимир] Ильич обязуется никому не открывать разгадки в течение указанного срока.

«Да здравствует РКП!»
Штейн предположил, что видимо редакция согласовала этот вопрос с Лениным и он намеревался раскрыть тайну своего псевдонима, однако этого не произошло в связи с резким ухудшением его здоровья и конкурс решено было не продолжать. После смерти «вождя мирового пролетариата»  Надежда Крупская в статье «Почему Владимир Ильич выбрал псевдоним „Ленин“» (московская газета Комячейка, 16 мая 1924 года) писала, что она не знает по какой причине он остановился на таком псевдониме и никогда об этом его не спрашивала. «Мать его звали Мария Александровна. Умершую сестру звали Ольгой. Ленские события были уже после того, как он взял себе этот псевдоним. На Лене в ссылке он не был. Вероятно, псевдоним выбран случайно, вроде того, как Плеханов писал однажды под псевдонимом „Волгин“», — утверждала Надежда Константиновна. С великой русской рекой связывал происхождение вымышленной фамилии младший брат Владимира Ильича Дмитрий Ульянов: «Было так, что Плеханов взял фамилию Волгин, вероятно, и Владимир Ильич взял Ленин по реке в Сибири». Историк Израиль Вольпер полагал подобную этимологию наиболее вероятной: он считал её психологически обоснованной и имеющей основание в виде традиции образования русских фамилий от гидронимов (Печорин, Онегин, Невский, Томский и т. д.). Ольга Ульянова, дочь Дмитрия Ульянова, ссылаясь на слова отца также отмечала, что псевдоним происходит от реки: «Владимир Ильич не взял псевдоним Волгин, так как он достаточно был истрёпан, в частности, его использовал, как известно, Плеханов, а также другие авторы, например, небезызвестный богоискатель Глинка и пр.». Вольпер также предположил, что побудительным мотивом к выбору именно этого псевдонима послужило знакомство с работами общественного деятеля, действительного статского советника Сергея Николаевича Ленина, которого он цитировал в «Развитии капитализма в России» (1899). Штейн указывал на то, что у него был брат Николай Николаевич — старший делопроизводитель 2-го департамента Министерства юстиции. Историк предполагает, что Ульянов был знаком с ними и настаивал на том, что именно от этой фамилии и произошёл самый известный псевдоним Владимира Ильича. Против такого объяснение историком Я. Л. Сухотиным выдвигалось возражение морально-психологического характера — Ульянов не мог на это пойти, чтобы не скомпрометировать перед властями своего знакомого. Штейн в защиту своей позиции объяснял, что репутация Николая Николаевича не могла пострадать, так как он был известен своей благонадёжностью: «Не стану вдаваться в обсуждение нравственных качеств В. И., была ли для него важней мораль или революционная целесообразность. Подчеркну лишь ещё раз, что в данном случае Н. Н. Ленин пострадать не мог».
Современный писатель А. Абрашкин полагал, что «Ленин» был выбран в связи с соперничеством с Плехановым (у которого был другой водный псевдоним — «Бельтов», восходящий, по его мнению, к «заливу Бельт»), так как река Лена длиннее Волги. Кроме того, Абрашкин указывал на то, что в романе Николая Чернышевского «Пролог» действует персонаж по фамилии «Волгин»: «Предсказания псевдонима завораживали. Превзойти Плеханова — значит стать первым теоретиком партии, безусловным лидером российской социал-демократии. Затмить же Чернышевского можно было только осуществив главную мечту его жизни — мечту о социалистической революции. Таким образом имя Ленин соединялось с идеей грядущей революции». Михаил Штейн указывал на несоответствия в данном объяснении, так как никакого залива Бельт не существует, а есть датские проливы Большой и Малый Бельт, а псевдоним Плеханова происходит от героя романа Александра Герцена «Кто виноват?» Британский специалист по советской истории Роберт Сервис, перечислив несколько версий, назвал их «смехотворными» и указал на то, что революционеры пользовались десятками псевдонимов, но, в первую очередь, оставались в истории под теми, которыми они владели в важнейшие периоды своей деятельности. В этой связи историк указывал на выбор псевдонима и изданием такой важнейшей работы как «Что делать?», подписанной «Н. Ленин»: «Именно под этой фамилией Владимир Ульянов вошёл в историю, под этой фамилией он приобрёл всемирную известность. Книга „Что делать?“ в прямом смысле слова сделала Ленину имя». 

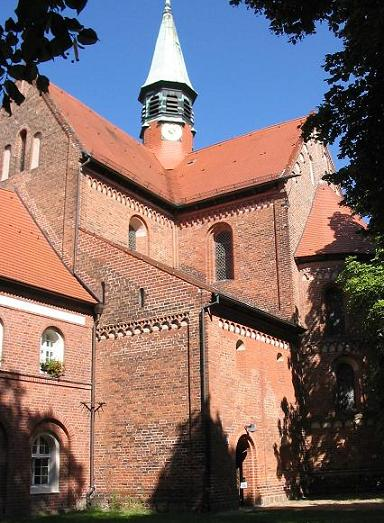
Монастырская церковь в Ленине

По ещё одной версии, псевдоним связан с названием немецкого Ленинского аббатства (нем. Kloster Lehnin) монахов-цистерцианцев близ Потсдама (Бранденбург), где в XIII или XVII веке появилось так называемое «Ленинское пророчество» (лат. Vaticinium Lehninense) о прекращении графского рода Асканиев в Бранденбурге и грядущем приходе ко власти династии Гогенцоллернов. Авторство стихотворения приписывалось монаху Генриху, жившему в XIII веке. Штейн предположил, что Ульянов, находившийся в начале 1910 годов в эмиграции в Германии, мог познакомиться с этой легендой или даже побывать в районе нахождения аббатства. Известно, что в указателе географических названий, которые упоминаются в его трудах, местечко Ленин не встречается, однако, как указывается в литературе, это не может быть свидетельством того, что Ульянов с ним не был знаком.
По ещё одному предположению, псевдоним является производным от женского имени, в данном случае Елена: такой выбор был распространённой практикой среди русских революционеров. Публицист Николай Валентинов в своей книге «Встречи с Лениным» вспоминал, что партийный деятель Сергей Гусев говорил ему, что псевдоним выбран в честь женщины, с которой у Владимира Ильича была какая-то романтическая связь. Валентинов спросил у Ульянова почему он остановил свой выбор на этой вымышленной фамилии. Однако тот с насмешкой ответил: «Много будете знать — скоро состаритесь». Ещё одна версия связывает псевдоним с дочерями соратника Ленина Пантелеймона Лепешинского, с которыми он познакомился в сибирской ссылке. У него было две дочери Оля и Лена, Владимир Ильич проводил с ними много времени, а младшая — Лена — даже называла его папой. Ленин и Лепешинский якобы договорились между собой, что после того как выйдут на свободу, свои первые работы они опубликуют как «Олин» и «Ленин» — собственно Олин и Ленин папа. После бегства в Швейцарию Лепешинский действительно подписывался «Олин». Однако других подтверждений этой версии Штейн не нашёл и указывал на её фактические, в частности хронологические несоответствия. Журналист Я. Л. Сухотин выдвинул предположение, что псевдоним возник в память о любви между Ульяновым и артисткой хора Мариинского театра Еленой Зарецкой (Зарицкой), что он обосновывал воспоминаниями революционера М. А. Сильвина. По словам Сухотина, «Сильвин считал, и я с ним согласился, что во многом выбор Владимиром Ильичом своего псевдонима был связан с событиями личной жизни. Повторяю, это — только версия». Категорически против такой трактовки выступила Ольга Ульянова, по мнению которой, любовной связи с этой артисткой не было. Штейн также отрицал правомерность этой версии, так как среди прочего не обнаружил сведений о пребывании Зарецкой в петербургском театре, что впрочем можно объяснить ошибкой в фамилии. Польская писательница Бронислава Орса-Койдановская в книге «Интимная жизнь Ленина: Новый портрет на основе воспоминаний, документов, а также легенд» писала, что псевдоним был взят в честь романтического чувства к казанской красавице Елене Лениной, которая даже обещала поехать с ним в ссылку: «Но то ли она не была готова на такие жертвы, то ли тогда просто пошутила (над „чудаком“ Ульяновым, кажется, всю жизнь подшучивали, посмеивались за глаза), но в Сибирь она не поехала». Штейн опровергал и этот вариант, так как не обнаружил сведений об этой женщине.
Российский и советский авангардист Казимир Малевич в своём эстетическом трактате «Лень как действительная истина человечества» (1921), являющийся апологией творчества и лени, привёл своеобразное толкование псевдонима Ленин. По его мнению, труд не является идеалом человеческой жизни, которое по существу «лениво» («лень, Ленин, он принадлежит лени, он находится в покое, т. е. лени, в ленином, ленивом состоянии»). По мнению российского искусствоведа Александры Шатских: «Это безукоризненно прослеженное грамматическое родство однокоренных слов давало едва ли справедливое, но уж точно — самое нетривиальное толкование популярнейшего псевдонима нашего столетия». О возможности происхождения от слова «лень» писали и другие авторы. Так, Роберт Сервис, указывая на такой вариант писал, что может быть: «Владимир Ульянов, как облачённый во власяницу средневековый монах, хотел постоянно напоминать себе о необходимости неустанно трудиться?»

## В культуре
Вокруг наследия Ленина в советский период российской истории возник обширный культ личности. 26 января 1924 года после смерти Ленина бывшая столица Петроград была переименована в Ленинград. Именем вождя мирового пролетариата, в том числе и по его самому известному псевдониму, назывались города, посёлки и важнейшие улицы населённых пунктов. В каждом городе стоял памятник Ленину. Цитатами Ленина доказывались утверждения в публицистике и научных работах гуманитарных направлений. Для детей были написаны многочисленные рассказы о «дедушке Ленине». Практически все дети 7—9 лет принимались в октябрята и носили на груди звёздочку с портретом Ленина. Портреты Ленина висели на заводах, в школах, детских садах, высших учебных заведениях. По названию псевдонима возникло понятие — лениниана, название совокупности произведений культуры (см. фильмы о Владимире Ильиче Ленине, Ленин на марках, Ленин на монетах), посвящённых Ульянову. Сталиным был введён в оборот термин «ленинизм» в классическом определении (1926): «Ленинизм есть марксизм эпохи империализма и пролетарской революции». Изучением коммунистического учения занимался Институт марксизма-ленинизма при ЦК КПСС (1921—1991).